# フレディ・マヨラ
フレディ・サンティアゴ・マヨラ・フェルナンデス（Freddy Santiago Mayola Fernández、1977年11月1日 ‐ ）は、キューバ・ハバナ出身で短距離走を専門にしている陸上競技選手。2000年シドニーオリンピック男子4×100mリレーの銅メダリストである。室内50mの中央アメリカ・カリブ記録保持者、室内60mの元中央アメリカ・カリブ記録保持者。

## 経歴
1999年7月、ウィニペグで開催されたパンアメリカン競技大会の男子100m決勝で自己ベストとなる10秒10（+0.4）をマークし、バーナード・ウィリアムズ（10秒08）に次いで銀メダルを獲得した。
1999年8月、セビリアで開催された世界選手権の男子100m2次予選を自己ベスト（10秒10）に迫る10秒15（-0.4）で突破し、世界大会初出場ながらセミファイナリストとなった（準決勝は棄権）。
2000年2月16日、マドリードで行われた大会の男子60mで6秒49の中央アメリカ・カリブタイ記録（当時）およびキューバ記録を樹立した。また、この時の50m途中計時は5秒61で、これは中央アメリカ・カリブタイ記録およびキューバ記録となっている。
2000年9月、シドニーで開催されたオリンピックに出場すると、男子100mは10秒35（+0.3）の組6着で2次予選敗退に終わった。男子4×100mリレーでは予選・準決勝・決勝の全てのレースでアンカー（Ángel César、Luis Alberto Pérez-Rionda、イバン・ガルシア、マヨラ）を務めると、決勝ではキューバ記録（38秒00）に迫る38秒04をマークし、アメリカ（37秒61）、ブラジル（37秒90）に次ぐ銅メダル獲得に貢献した。
2001年3月、リスボンで開催された世界室内選手権の男子60m準決勝で6秒60をマークして組4着に入り、着順ではなくタイムで拾われての形ながら準決勝を突破し、世界大会の個人種目で初のファイナリストとなった。迎えた決勝では今大会で一番良いタイムの6秒55をマークするも4位に終わり、3位とは0秒04差でメダルを逃した。
2002年7月12日、ヘタフェで行われた大会の男子100mで追い風参考記録ながら9秒98（+2.9）をマークした。追い風参考記録でなければ、1977年にシルビオ・レオナルドが9秒98をマークして以来、キューバ史上2人目となる電動計時による9秒台の選手だった。

## 自己ベスト
記録欄の（　）内の数字は風速（m/s）で、+は追い風を意味する。
| 種目 | 記録          | 年月日        | 場所       | 備考                                                |
| 屋外 | 屋外          | 屋外          | 屋外       | 屋外                                                |
| ---- | ------------- | ------------- | ---------- | --------------------------------------------------- |
| 100m | 10秒10 (+0.4) | 1999年7月25日 | ウィニペグ |                                                     |
| 100m | 9秒98w (+2.9) | 2002年7月12日 | ヘタフェ   | 追い風参考記録                                      |
| 200m | 20秒99 (+0.6) | 2004年6月23日 | レティムノ |                                                     |
| 室内 |               |               |            |                                                     |
| 50m  | 5秒61+        | 2000年2月16日 | マドリード | 中央アメリカ・カリブ記録 キューバ記録 60mの途中計時 |
| 60m  | 6秒49         | 2000年2月16日 | マドリード | 元中央アメリカ・カリブ記録 キューバ記録             |

## 主要大会成績
| 年   | 大会                        | 場所             | 種目    | 結果          | 記録          | 備考                 |
| ---- | --------------------------- | ---------------- | ------- | ------------- | ------------- | -------------------- |
| 1999 | パンアメリカン競技大会 (en) | ウィニペグ       | 100m    | 2位           | 10秒10 (+0.4) | 自己ベスト           |
| 1999 | 世界選手権                  | セビリア         | 100m    | 準決勝棄権    | DNS           | 2次予選10秒15 (-0.4) |
| 2000 | イベロアメリカ選手権 (en)   | リオデジャネイロ | 100m    | 4位           | 10秒49 (0.0)  |                      |
| 2000 | イベロアメリカ選手権 (en)   | リオデジャネイロ | 4x100mR | 2位           | 38秒97        |                      |
| 2000 | オリンピック                | シドニー         | 100m    | 2次予選2組6着 | 10秒35 (+0.3) |                      |
| 2000 | オリンピック                | シドニー         | 4x100mR | 3位           | 38秒04 (4走)  |                      |
| 2001 | 世界室内選手権              | リスボン         | 60m     | 4位           | 6秒55         | 3位と0秒04差         |